# Bob Paris
Robert Clark Paris, (14 de diciembre de 1959) es un fisicoculturista profesional retirado, actor y modelo estadounidense, ganador del concurso Mr. Universo en 1983, y que declaró su homosexualidad en julio de 1989 en la edición de la revista Ironman.

## Carrera de culturista
Bob creció en Indiana, EE. UU., participaba del equipo de fútbol americano y competencias de atletismo en la secundaria. Fue aquí cuando Bob empezó a levantar pesas, llevándolo más tarde a seguir una carrera de culturista profesional en la cual tuvo mucho éxito. 
Fue a la Universidad de Indiana por un año, luego se muda a Florida por un corto periodo.
En 1979 se muda al sur de California, donde su carrera de fisicoculturismo se empieza a desarrollar rápidamente (ver premios y clasificaciones). Bob destacó por la simetría y proporción de su físico sobre masa y volumen excesivos que son tan comunes en el mundo del fisicoculturismo. 
Ha sido retratado por algunos de los fotógrafos más prestigiosos del mundo, incluyendo Bruce Weber, Robert Mapplethorpe, Herb Ritts o Tom Bianchi.

## Vida personal
En 1984 entrenando en un gimnasio conoció al modelo Rod Jackson, que se convertiría en su pareja. Después de declarar su homosexualidad, ambos se involucraron en política haciendo activismo LGBT en Estados Unidos.

## Libros escritos por Bob Paris
| - Straight From The Heart - Generation Queer: A Gay Man's Quest For Hope, Love & Justice - Gorilla Suit: My Adventures in Bodybuilding - Prime - Beyond Built: Bob Paris' Guide to Achieving the Ultimate Look - Flawless: The 10-Week Total Image Method for Transforming Your Physique - Natural Fitness - Gorilla Suit: My adventures in bodybuilding |

## Libros de fotografía acerca de Bob Paris
| - Dúo (con Rod Jackson) por Herb Ritts - Bob & Rod (con Rod Jackson) por Tom Bianchi |

## Clasificaciones en su carrera de fisicoculturismo
- 1981 Mr. Los Angeles - #1
- 1982 Mr. California - #2, Peso ligero-pesado
- 1982 Nacionales, EE. UU. - #4, Peso pesado
- 1982 IFBB Campeonato estadounidense - #3, Peso pesado
- 1982 NPC Campeonato, EE. UU. - #3, Peso pesado
- 1983 IFBB Mr universe, Singapore - #1 Peso pesado
- 1983 NPC Nacionales, EE. UU. - Ganador general
- 1983 NPC Nacionales, EE. UU. - #1, Peso pesado
- 1983 IFBB Campeonato Mundial Amateur - Ganador general
- 1983 IFBB Campeonato Mundial Amateur - #1, Peso pesado
- 1984 Mr. Olympia - #7
- 1985 Mr. Olympia - #9
- 1986 IFBB Campeonato Profesional de Los Ángeles, EE. UU. - #7
- 1986 IFBB Campeonato Mundial Profesional - #6
- 1988 IFBB Campeonato Profesional de Chicago, EE. UU. - #5
- 1988 IFBB Grand Prix (Inglaterra) - #6
- 1988 IFBB Grand Prix (Francia) - #4
- 1988 IFBB Grand Prix (Alemania) - #6
- 1988 IFBB Grand Prix (Grecia) - #6
- 1988 IFBB Grand Prix (Italia) - #3
- 1988 IFBB Grand Prix (España) - #5
- 1988 IFBB Grand Prix (España) - #4
- 1988 IFBB Campeonato Profesional de Niagara Falls, EE. UU. - #3
- 1988 IFBB Noche de Campeones (Night of Champions) - #3
- 1988 Mr. Olympia - #10
- 1989 Arnold Classic - #5
- 1989 IFBB Grand Prix (Francia) - #3
- 1989 IFBB Grand Prix (Alemania) - #6
- 1989 Grand Prix (Australia) - #3
- 1989 Grand Prix (España) - #3
- 1989 Grand Prix (España) - #3
- 1989 Grand Prix (Suecia) - #4
- 1989 IFBB Night of Champions - #4
- 1989 Mr. Olympia - #14
- 1989 IFBB Campeonato Mundial Profesional - #3
- 1990 IFBB Noche de Campeones (Night of Champions) - #14
- 1991 Arnold Classic - #16
- 1991 IFBB Grand Prix (Italia) - #5
- 1991 Campeonato Profesional Ironman - #10
- 1991 Campeonato Profesional Ironman - #11
- 1991 Musclefest Grand Prix - #3
- 1991 Mr. Olympia - #12
- 1992 IFBB Campeonato Profesional de Chicago, EE. UU. - #10